# الشيطان الأسود (فلم)

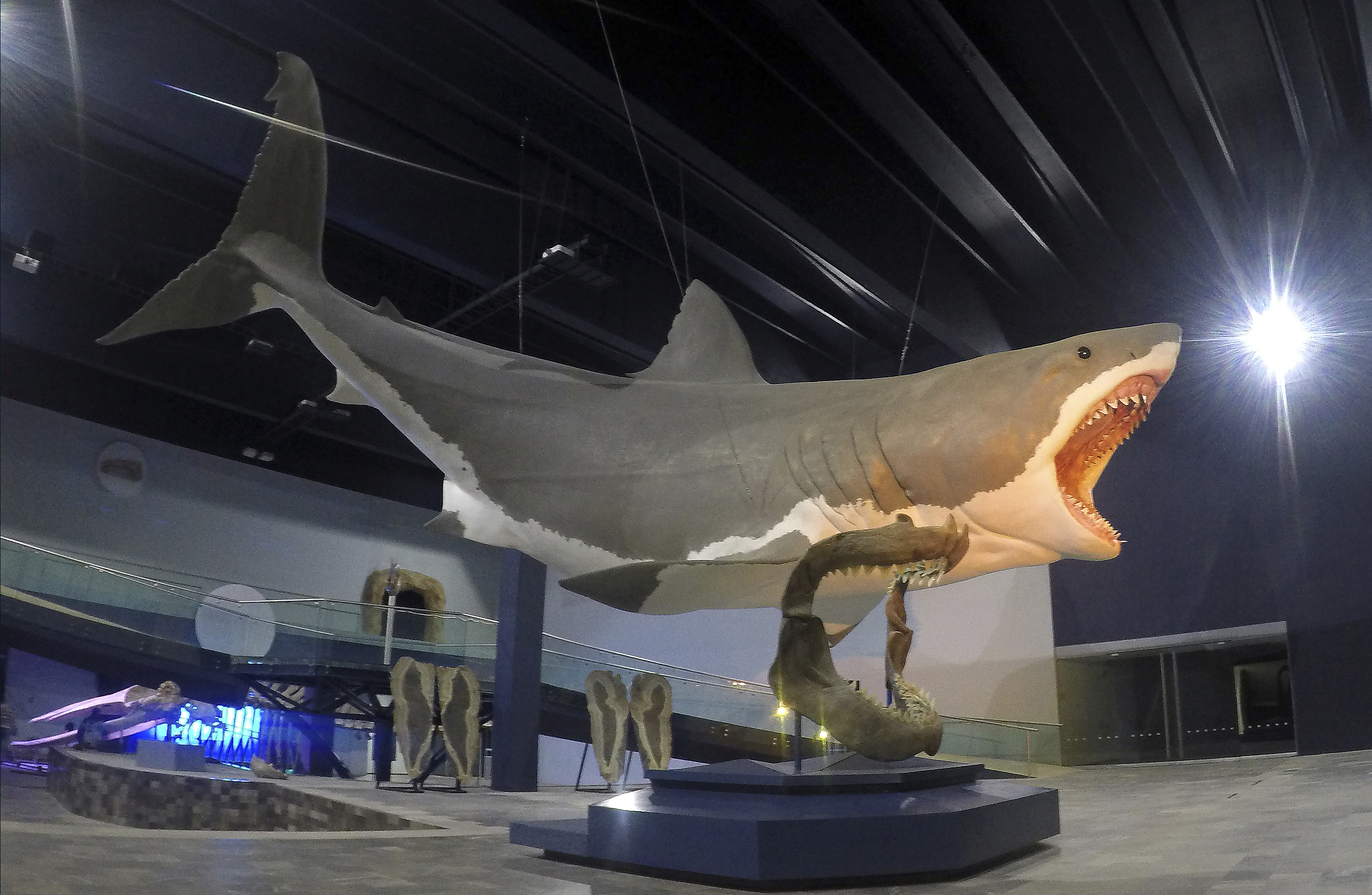
نحت لميجالودون في "متحف التطور" في پيوبلا بالمكسيك.

فيلم الشيطان الأسود The Black Demon هو فيلم رعب خيال علمي لعام 2023 من تأليف Boise Esquerra وإخراج Adrian Grünberg وبطولة Josh Lucas وFernanda Urrejola وJulio Cesar Cedillo. في الفيلم، تواجه عائلة عالقة على منصة نفط متهالكة في باجا سمكة قرش ميجالودون انتقامية.

## القصة
تم إرسال مفتش شركة نيكسون أويل، بول ستورجس، إلى بلدة مكسيكية صغيرة في باها كاليفورنيا، للتحقق من منصة نفط بحرية تسمى El Diamante بينما يصطحب زوجته إينيس وطفليهما، أودري وتومي، لقضاء إجازة. عند الوصول، تجد العائلة المدينة في حالة خراب. يشعر السكان المحليون القليلين الباقون الذين يعيشون في المدينة بالريبة وغير الودودين، ويتحول الخوف إلى غضب عندما علموا أن بول يعمل في الشركة التي كلفت بمنصة النفط. في سعيه لمعرفة ما إذا كانت الحفارة تستحق التنشيط أو إيقاف التشغيل، أخذ قاربًا إلى المنصة. وصل ليجد الحفارة متداعية وخطيرة ومحاطة بانسكاب نفطي، مأهولة فقط من قبل اثنين من عمال الحفر المتبقيين، شاتو وجونيور، جنبًا إلى جنب مع حيوانهم الأليف تشيهواهوا. في النهاية، بعد تعرضه للمضايقة والمطاردة من قبل السكان المحليين الغاضبين، قررت عائلته أن تتبعه في قارب آخر بعد أن دفعت إينيس لمالك القارب لنقلهم إلى منصة الحفر. مع وصول القارب، بدأ شاتو وجونيور في الذعر وإطلاق مشاعل في 60 قدم (18 م) سمك القرش ميغالودون (" El Demonio Negro "، أو The Black Demon ) تجوب المياه ويبدأ في مطاردة القارب.
بالكاد تمكنت الأسرة من الصعود إلى منصة الحفر سالمة، وأجبرت على مشاهدة الميغالودون وهو يدمر القارب الذي نقلهم إلى المنصة، مما أسفر عن مقتل قبطانه. بعد مشاهدة هجوم القرش، كشف شاتو لبول أن بعض أفراد الطاقم المحظوظين قد هربوا من الميجالودون الهائج، بينما قُتل الباقون وأكلوا، مضيفًا أن الراديو الموجود على المنصة لا يعمل، والمكالمات التي تم إجراؤها سابقًا لنيكسون أويل للمساعدة كانت تجاهله من قبل الشركة. يذكر تشاتو أيضًا أن شركة نيكسون أويل على دراية بانسكاب الزيت القادم من الحفارة ولكنه لم يهتم أبدًا بإصلاح المشكلة. في وقت لاحق، يكتشف إيناس تقارير السلامة للمنصة ويلاحظ أن التحذيرات قد تم تجاهلها، ووقع بول على المستندات التي توافق على تنشيط الحفارة بغض النظر عن الظروف الخطرة. عندما تواجه بول حول حقيقة أنه كان يعلم أن منصة النفط غير آمنة ولا يزال يوقع على تقارير كاذبة على أي حال، اعترف بأخطائه وأضاف أنه فعل ما فعله لتوفير حياة أفضل لعائلته، موضحًا وظيفته وأمنه. ستكون أسرهم في خطر إذا لم يتصرف وفقًا لمصالح الشركة. يكشف بول أيضًا أن شركة Nixon Oil طورت عمليات التفتيش الذاتي لتتجنب تجاهل ظروف العمل الخطرة، وقد هددت الشركة بول عندما حاول مواجهتهم بشأن ممارساتهم غير المسؤولة. منذ ذلك الحين، اضطر إلى العمل من أجل المصلحة الذاتية غير الأخلاقية للشركة، بينما عانى المجتمع المحلي نتيجة إهمال الشركة وجشعها.
عندما يغوص شاتو وجونيور تحت الماء لاستعادة الطاقة للمنصة، يناقشان أيضًا القرش نفسه؛ يعتقد شاتو أن ميغالودون هو مبشر لإله المطر، تلالوك، الذي يعاقب أولئك الذين يأخذون بشراهة من الطبيعة. أثناء قيامهم بالغوص، لاحظ بول وجود قنبلة هدم متصلة بساق الحفارة، وأدرك أن شركة نيكسون أويل كانت تطمح لقتله طوال الوقت ؛ إدراكًا لممارساتهم المتقصرة سيتم الإبلاغ عنها عاجلاً أم آجلاً وأنه سيتم إلقاء اللوم عليهم في التسرب النفطي، قامت الشركة بتوقيع بول على جميع الأوراق حتى يسقط ويموت عندما تنفجر القنبلة.
إدراكًا للخطر والأمل في تصحيح الأمور، غطس بول تحت الماء بينما تهرب عائلته، شاتو، وجونيور لإغلاق تسرب النفط وتدمير الميغالودون. على الرغم من أنه يحكم التسرب، إلا أن القرش يجبره على الاختباء في هيكل الحفارة. يربط بول القنبلة بصدره، ويدرك أنه لقتل الميغالودون، سيحتاج إلى التضحية بنفسه. عبر الراديو الذي لديه، يقول بول وداعه الأخير لعائلته قبل أن يترك سمكة القرش تلتهمه وتنفجر القنبلة، مما يؤدي إلى مقتل الوحش وتسبب في انهيار الحفارة في البحر. أثناء مغادرتهم، تعتزم عائلة بول تقديم الوثائق التي أعطاها لهم إلى سكان المدينة حتى يتمكنوا من تحميل نيكسون أويل المسؤولية بموجب القانون. أثناء إبحارهم إلى الشاطئ، ينقذ قارب صيد محلي المجموعة مع بدء عاصفة ممطرة.

## الشخصيات
- جوش لوكاس بدور باول
- Fernanda Urrejola بدور اينيس
- Venus Ariel بدور اودري
- Carlos Solórzano بدور تومي
- خوليو سيزار سيديلو بدور تشاتو
- Jorge A. Jimenez بدور جونيور
- راؤول منديز بدور إل راي
- هيكتور جيمينيز بدور Chocolatito
- Edgar Flores بدور Crazy Eyes
- Omar Chaparro بدور Sidekick

## الاطلاق
تم عرض الفيلم في دور العرض في 28 أبريل 2023. تم إصداره رقميًا في 30 مايو 2023، وسيتم إصداره على قرص DVD في 11 يوليو 2023.

## الاستقبال
منحت تشاد كولينز من دريد سنترال الفيلم 2/5 نجوم، وكتبت، " الشيطان الأسود يحاول توضيح نقطة، لكن أي نص فرعي قد يكون قد حققه مقدر له أن يغرق بين أصدقاء فيلم الوحش العاري."  أعطى مات دوناتو من IGN الفيلم درجة 4/10، حيث كتب، " The Black Demon هو آخر في موكب من أفلام هجوم القرش غير الجيدة التي تكرر نفس الحركات المحبطة."  كتب Meagan Navarro من Bloody Disgusting، " The Black Demon يستكشف بشكل فضفاض فقط التشفير ويستخدمه بدلاً من ذلك كأداة لتدوير قصة تحذيرية عن كارثة بيئية من صنع الإنسان. لكنه لا يبني أبدًا على أفكاره الضحلة، مما يؤدي إلى جهد فوضوي غرق بسبب تركيزه البشري الباهت. " 

## أنظر أيضا
- قائمة أعمال الخيال العلمي تحت الماء